# Viscosia heterolaima
Viscosia heterolaima is een rondwormensoort uit de familie van de Oncholaimidae. De wetenschappelijke naam van de soort is voor het eerst geldig gepubliceerd in 1984 door N. Smol en J. Sharma. Ze werd ontdekt in de Oosterschelde.